# Bobrîk, Koriukivka
Bobrîk (în ucraineană Бобрик) este un sat în comuna Kozîlivka din raionul Koriukivka, regiunea Cernihiv, Ucraina.

## Demografie
Componența lingvistică a localității Bobrîk
     Ucraineană (99,41%)
     Alte limbi (0,59%)
Conform recensământului din 2001, majoritatea populației localității Bobrîk era vorbitoare de ucraineană (99,41%), existând în minoritate și vorbitori de alte limbi.